# Dan Vs.
Dan Vs. es una serie de televisión de comedia animada estadounidense creada por Dan Mandel y Chris Pearson. La serie abarcó tres temporadas y se emitió en The Hub del 1 de enero de 2011 al 9 de marzo de 2013. Se produjeron 53 episodios.

## Sinopsis
El programa trata sobre un hombre llamado Dan que piensa que el mundo está en su contra. Tiene un amigo engatusado llamado Chris que no puede evitar seguir los planes salvajes de Dan para vengarse de quienquiera o lo que sea que esté (o él crea que está) tratando de atraparlo. Hay otro personaje regular, Elise, la esposa de Chris, que tiene sus propios secretos y tramas. El programa se desarrolla principalmente en el área de Los Ángeles, California, y las escenas de fondo a menudo muestran puntos de referencia notables en Los Ángeles y sus alrededores. En una escena se muestra la licencia de conducir de Chris, con una dirección en Van Nuys, CA. En otro episodio, se le muestra con una camiseta que promociona a los Van Nuys Owls. Dan y Chris llevan el nombre de los creadores del programa.

## Producción
Los creadores de la serie, Dan Mandel y Chris Pearson, concibieron las personalidades de los personajes principales, Dan y Chris, basándose libremente en sus propias cualidades negativas. La idea original de Mandel era que el programa fuera una comedia de acción en vivo, pero se abrieron nuevas posibilidades una vez que comenzaron el desarrollo de una serie animada. Pearson dijo una vez que pensó en el personaje de Dan como "Calvin [de Calvin y Hobbes] como un adulto, si su vida hubiera ido terriblemente mal en algún lugar".
El diseño de los personajes estuvo a cargo de un equipo de artistas dirigido por el director supervisor Matt Danner con la participación de Mandel y Pearson. El elenco vocal se seleccionó a través de una audición que primero consistió en voces en off pregrabadas, seguidas de varias rondas de devoluciones de llamada. Curtis Armstrong realmente se destacó para los creadores como la voz de Dan desde el comienzo del proceso. La idea de que Meredith Baxter y Michael Gross interpretaran a los padres de Elise, Elise Sr. y Don, provino del productor ejecutivo Jay Fukuto, quien había trabajado con ellos durante su tiempo juntos en Family Ties. El cocreador, el propio Dan Mandel, hace muchas voces en la serie.

## Personajes

### Principales
- Dan Mandel: es el protagonista principal de la serie, un hombre temperamental mal administrado con graves problemas de ira.
- Chris Pearson: es el mejor amigo de Dan y esposo de Elise.
- Elise Pearson: es la sensata y bondadosa esposa de Chris.
- Mr. Mumbles: es el gato de Dan que rescató del episodio "The Animal Shelter".

### Secundarios
- Crunchy: es un hippie con rastas que tiene la desgracia de trabajar como dependiente de una tienda en varios lugares de los que Dan se venga.
- Sheriff: es un policía grande, gordito y duro que se deja ver cada vez que Dan hace denuncias y reportes falsos. Cada vez que Dan causa problemas, el sheriff usa una pistola taser para electrocutarlo.
- Don: es el padre de Elise, que dirige una exitosa cadena de tiendas de magdalenas y odia a Chris hasta el punto de intentar que Elise se case con otro hombre por diversos medios (normalmente a expensas de Chris).
- Elise Sr.: es la madre de Elise, a quien no le gusta Chris, pero no tanto como su marido, ya que dedica su tiempo y atención a una familia mafiosa no especificada.
- Ninja Dave: es un ex ninja del clan Koshugi que juró nunca hornear galletas, por lo que tenía que robarlas cuando quería comerlas y destruir a los rivales de su clan.
- Spy Boss: es el jefe anónimo e invisible de Elise que la envía a diferentes misiones durante episodios específicos. Se revela que es un ex supermodelo en el episodio "The Common Cold".
- Hortense: es una empleada cabeza hueca que trabaja en el restaurante Burgerphile y que se enamora de Dan luego de que este comienza una protesta contra el restaurante.
- The Imposter: es un hombre anónimo que un día aparece en el apartamento de Dan y dice ser Dan.
- Ben: es el hermano menor de Elise y cuñado de Chris, quien fue mencionado en dos episodios "Elise's Parents" y "The Family Camping Trip" y aparece en "The Family Thanksgiving" y "The Dinosaur".
- Mechanic Mike: es el mecánico local de Dan que trabaja en su automóvil de forma gratuita, ya que le encanta trabajar en automóviles filipinos de otras marcas.
- Vegan Vic: es el dueño de la cadena de tiendas Vegan Vic en "Verduras".

## Reparto

### Reparto principal
Curtis Armstrong fue elegido para dar voz al papel de Dan desde la producción inicial, al igual que Dave Foley y Paget Brewster, quienes dan voz a Chris y Elise, respectivamente.

### Voces adicionales
La serie emplea muchas estrellas invitadas y papeles recurrentes. Carlos Alazraqui interpreta a un miembro del culto de los globos en "New Mexico", a la vez surfista y salvavidas en "The Beach", Maurice en "The Fancy Restaurant", Magnifico the Magnificent en "The Magician" y Flynn Goodhill en "Parents". entre otros. Matt Angel interpretó a un empleado de Burgerphile en "The Wedding". René Auberjonois es la voz del Chef Puree en "The Fancy Restaurant". Michael Gross y Meredith Baxter (de Family Ties) interpretan la voz de los padres de Elise, Don y Elise Sr. (respectivamente). Felicia Day le da voz al jefe en su "episodio titular". John DiMaggio interpreta la voz de un agente de policía en tres episodios y de un guardia de seguridad en "béisbol". Jenna Fischer le da voz a Amber en "Anger Management". Judy Greer hace el papel de Jennifer en "The Neighbours". Seth Green hace la voz de la momia en su "episodio titular". Ernie Hudson interpretó la voz del consejero del campamento en "Summer Camp".
Otras estrellas invitadas incluyen a Clancy Brown, Mark Hamill, Tom Kenny, Bill Kopp, Kevin McDonald, John C. McGinley, Daran Norris, Kurtwood Smith, Cree Summer, Harland Williams y Henry Winkler en varios papeles.